# El Zorro Vengador
Pour plus de détails, voir Fiche technique et Distribution.
El Zorro vengador est un film mexicain réalisé par Zacarías Gómez Urquiza en 1962.
Luis Aguilar reprend pour la dernière fois son rôle du « Zorro écarlate » qu'il a joué pour la première fois en 1958 dans El Zorro escarlata de Rafael Baledón.

## Synopsis
Un groupe de bandits masqués attaquent un village. Un Zorro armé d'une machette et d'un colt s'y oppose.

## Fiche technique
- Titre original : El Zorro vengador
- Réalisation : Zacarías Gómez Urquiza
- Assistant-réalisateur : Américo Fernández
- Scénario : Fernando Fernández, Antonio Orellana
- Direction artistique : Salvador Lozano
- Décors : Rafael Suárez
- Photographie : Agustín Martínez Solares[2]
- Montage : Alfredo Rosas Priego
- Musique : Sergio Guerrero
- Production : Alfredo Ripstein Jr.
- Producteur associé : Luis Manrique
- Société(s) de production : Alameda Films
- Pays d'origine : Mexique
- Langue originale : espagnol mexicain
- Format : Noir et blanc
- Genre : action, drame, western
- Durée : 87 minutes
- Date de sortie :
  -  Mexique : 31 août 1962

Sources :,

## Distribution
- Luis Aguilar : Luis Hernández / El Zorro Escarlata
- Victorio Blanco (es): un vieil homme dans la cantina
- Pascual García Peña : serveur
- María Eugenia San Martín : Carolina
- Fernando Soto "Mantequilla" : Pomponio
- Arturo Martínez : Froylán García
- José Eduardo Pérez : Don Rosendo
- Jaime Fernández (es) : un homme de main
- Guillermo Hernández : un homme de main
- Armando Acosta : un homme de main
- Jesús Gómez : un homme de main
- Cuco Sánchez : chanteur
- Arturo Soto Rangel : prêtre
- Carlos León : Verdugo
- Emilio Garibay : un homme présent au combat de coqs